# Get Me Some of That
«Get Me Some of That» — песня американского кантри-певца Томаса Ретта, вышедшая 18 ноября 2013 года в качестве четвёртого сингла с его дебютного студийного альбома It Goes Like This (2013). Авторами песни выступили Rhett Akins (отец Томаса Ретта), Michael Carter, Cole Swindell.

## История
Песня получила положительные отзывы и рецензии от музыкальных критиков и интернет-изданий, например, таких как Taste of Country, Roughstock и Country Universe. Однако, песню раскритиковал дуэт Maddie and Tae в своей хите «Girl in a Country Song».
«Get Me Some of That» дебютировал на позиции № 30 в американском хит-параде кантри-музыки Billboard Country Airplay в неделю с 6 ноября 2013, и на № 55 в Hot Country Songs в неделю с 16 ноября 2013, а также на № 94 Billboard Hot 100 в неделю с 25 января 2014. Песня достигла позиции № 1 в Country Airplay, став для Томаса Ретта его 2-м чарттоппером в этом радиоэфирном кантри-чарте. Сингл достиг золотого статуса и сертифицирован RIAA 8 апреля 2014. К июню 2014 тираж достиг 747,000 копий в США.

## Музыкальное видео
Режиссёром выступил TK McKamy, а премьера состоялась в декабре 2013 года.

## Чарты

### Еженедельные чарты
| Чарт (2013-14)                      | Высшая позиция |
| ----------------------------------- | -------------- |
| Канада (Billboard Canadian Hot 100) | 49             |
| Канада (Billboard Country)          | 6              |
| США (Billboard Hot 100)             | 41             |
| США (Billboard Country Airplay)     | 1              |
| США (Billboard Hot Country Songs)   | 4              |

### Итоговые годовые чарты
| Чарт (2014)                      | Позиция |
| -------------------------------- | ------- |
| US Country Airplay (Billboard)   | 20      |
| US Hot Country Songs (Billboard) | 16      |

## Сертификации
| Регион | Сертификация | Продажи |
| --- | ------------ | ------- |
| США (RIAA) | Платиновый   | 747,000 |
| * Данные о продажах приведены только на основе сертификации. ^ Данные о тиражах приведены только на основе сертификации. |              |         |